# Sudbury-White River (tren)
El Sudbury-White River, anteriormente Lake Superior, informalmente llamado Budd Car, es un tren de pasajeros canadiense operado por Via Rail que sirve a las comunidades entre Sudbury y White River, Ontario, tres veces por semana. Los números de horario de este tren son 185 para el oeste (Sudbury-White River) y 186 para el este (White River-Sudbury).
El tren brinda un servicio de parada de bandera a muchas ubicaciones remotas a las que solo se puede acceder por ferrocarril en la línea principal de Canadian Pacific Railway en el norte de Ontario. Las paradas de la línea incluyen Amyot, Swanson, Franz, Lochalsh, Missanabie, Dalton, Nicholson, Chapleau, Nemegos, Kormak, Sultan, Biscotasing, Metagama y Benny.

Ruta del tren.

El equipo típico utilizado en esta ruta es Budd Rail Diesel Car que usa un RDC-2 y RDC-4, con un vagón adicional agregado cuando sea necesario, generalmente en el fin de semana del Día de Victoria.
La línea figura en la serie de televisión de 2015 en Channel 5 del Reino Unido-Chris Tarrant-Extreme Railways. También apareció en el episodio 8 de la serie de TVO "TRIPPING", con un documental completo de tres horas disponible en línea en 4K.
Si bien los servicios de trenes se vieron interrumpidos debido a la pandemia de COVID-19 en Canadá, han vuelto al horario normal de 3 trenes a la semana a partir de junio de 2022.
A partir del 3 de abril de 2023 y hasta nuevo aviso, este tren no tiene vagón de equipajes.